# تادارت (آيت بخير)
تادارت هو دُوَّار يقع بجماعة أفلا يسن، إقليم شيشاوة، جهة مراكش آسفي في المملكة المغربية. ينتمي الدوّار لمشيخة آيت بخير التي تضم 10 دواوير. يقدر عدد سكانه بـ 301 نسمة حسب الإحصاء الرسمي للسكان والسكنى لسنة 2004.

## روابط خارجية
- البوابة الوطنية للجماعات الترابية نسخة محفوظة 12 مارس 2018 على موقع واي باك مشين.
- المندوبية السامية للتخطيط